# Cleora perfumosa
Cleora perfumosa är en fjärilsart som beskrevs av W. Warren 1896. Cleora perfumosa ingår i släktet Cleora och familjen mätare. Inga underarter finns listade i Catalogue of Life.